# Liriomyza andina
Liriomyza andina este o specie de muște din genul Liriomyza, familia Agromyzidae, descrisă de Malloch în anul 1934. Conform Catalogue of Life specia Liriomyza andina nu are subspecii cunoscute.